# Mekoniumpfropfsyndrom
Das Mekoniumpfropfsyndrom ist ein funktioneller Darmverschluss beim Neugeborenen. Es handelt sich dabei um eine vorübergehende Verzögerung der Mekoniumausscheidung mit Aufweitung des Dünndarmes.
Dabei ist die linke Colonhälfte (Colon descendens) kalibervermindert, gehört somit zum Small left colon Syndrome.
Synonyme sind: englisch functional immaturity of the colon; colonic immaturity; small left colon syndrome; functional colonic obstruction
Die Erstbeschreibung stammt aus dem Jahre 1905 durch Karl Landsteiner.

## Verbreitung
Die Häufigkeit wird mit 1 zu 1000 Geburten angegeben. Es besteht eine Assoziation mit Morbus Hirschsprung und Mukoviszidose sowie mit Schwangerschaftsdiabetes.

## Ursache
Als Ursache werden eine vorübergehende Funktionsstörung des Dickdarms, eine abnormale Zusammensetzung (ohne nachgewiesene Mukoviszidose) und ein verminderter Wassergehalt des Mekoniums vermutet.
Das Syndrom ist nicht identisch mit dem Neonatal Small Left Colon Syndrome.

## Klinische Erscheinungen
Das klinische Bild ist mit dem des Mekoniumileus praktisch identisch. Allerdings erfolgt nach erfolgreicher Entleerung eine komplette Normalisierung.
Klinische Kriterien sind:
- kurz nach der Geburt galliges Erbrechen
- spärlicher bis fehlender Mekoniumabgang
- aufgetriebenes  Abdomen, eventuell unter der Bauchdecke sichtbare Darmschlingen (Darmsteifungen)

## Diagnose
Die Diagnose ergibt sich aus Anamnese, klinischer und bildgebender Untersuchung. Die Röntgen Abdomenübersicht ergibt Zeichen eines tiefen Ileus mit luftleerem Becken.
Oft kann bereits die Rektaluntersuchung, spätestens der Colon-Kontrasteinlauf das Mekonium zur Entleerung bringen. Das Kaliber des Dickdarmes nimmt meist vom Rektosigmoid aus nach oralwärts zu.

## Differentialdiagnose
Abzugrenzen sind andere Ursachen der tiefen Darmobstruktion wie Mekoniumileus, Morbus Hirschsprung oder tiefe Darmatresie (Ileumatresie), Darmstenosen, Distales intestinales Obstruktionssyndrom (Mekoniumileus-Äquivalent-Syndrom), nekrotisierende Enterokolitis oder funktionelle Pseudoobstruktion.
Daher wird eine anorektale Manometrie und eine Serien-Saugbiopsie empfohlen.

## Therapie
Die Behandlung erfolgt durch Einläufe.

## Heilungsaussichten
Die Prognose gilt als sehr gut.